# Fernando Fernández Martín
Fernando Manuel Fernández Martín (Santa Cruz de La Palma, 29 de maio de 1943) é um médico e político espanhol. Foi presidente das Ilhas Canárias de 1987 a 1989.